# Picodi.com

Kraje, w których dostępne jest Picodi

Picodi.com – międzynarodowy serwis internetowy udostępniający użytkownikom kody rabatowe do sklepów internetowych, powstały w 2010 roku w Krakowie. Serwis jest dostępny w 41 państwach.
W 2015 roku portal został wyceniony na 20 mln złotych.

## Opis serwisu
Portal jest katalogiem sklepów internetowych oraz kodów rabatowych, umożliwiających otrzymywanie zniżek. Serwis jest dostępny bez rejestracji. Po rejestracji użytkownik może aktywować alerty o rabatach w zaznaczonych przez niego sklepach.

## Historia serwisu
Portal powstał pod nazwą kodyrabatowe.pl w 2010 roku. W 2013 roku serwis działał w 19 krajach pod różnymi markami.

### Rebranding
W 2016 roku portale w 25 krajach zostały połączone w jedną domenę Picodi.com.

## Statystyki serwisu
Na dzień 9 grudnia 2018 roku w katalogu serwisu były dostępne 23 283 sklepy oraz 95 500 kodów rabatowych, kuponów i promocji.
W listopadzie 2018 roku serwis odwiedziło 13,75 mln użytkowników.

## Nagrody serwisu
W 2017 roku serwis Picodi został zwycięzcą organizowanego przez Rzeczpospolitą konkursu „Orzeł Innowacji Startup” w kategorii B2C.